# Jimmy Barnes
Jimmy Barnes (Glasgow, 28 de Abril de 1956) é um cantor de rock australiano nascido na Escócia.
Sua carreira, tanto a solo como intérprete e como o vocalista com a banda Cold Chisel fez dele um dos mais populares e best-seller artistas da música australiana de todos os tempos. A combinação australiana de 14 Top 40 álbuns de Cold Chisel e 13 álbuns solo de gráficos, incluindo nove No. 1s, Barnes dá o maior número de álbuns de sucesso de qualquer artista australiano.